# Лејк Робертс (Њу Мексико)
Лејк Робертс (енгл. Lake Roberts) насељено је место без административног статуса у америчкој савезној држави Њу Мексико.

## Демографија
По попису из 2010. године број становника је 53.
| Група             | 2000.    | 2010.      |
| Белци             | 0 (0,0%) | 48 (90,6%) |
| Афроамериканци    | 0 (0,0%) | 0 (0,0%)   |
| Азијати           | 0 (0,0%) | 0 (0,0%)   |
| Хиспаноамериканци | 0 (0,0%) | 5 (9,4%)   |
| Укупно            | 0        | 53         |